# وگانیسم سیاهان

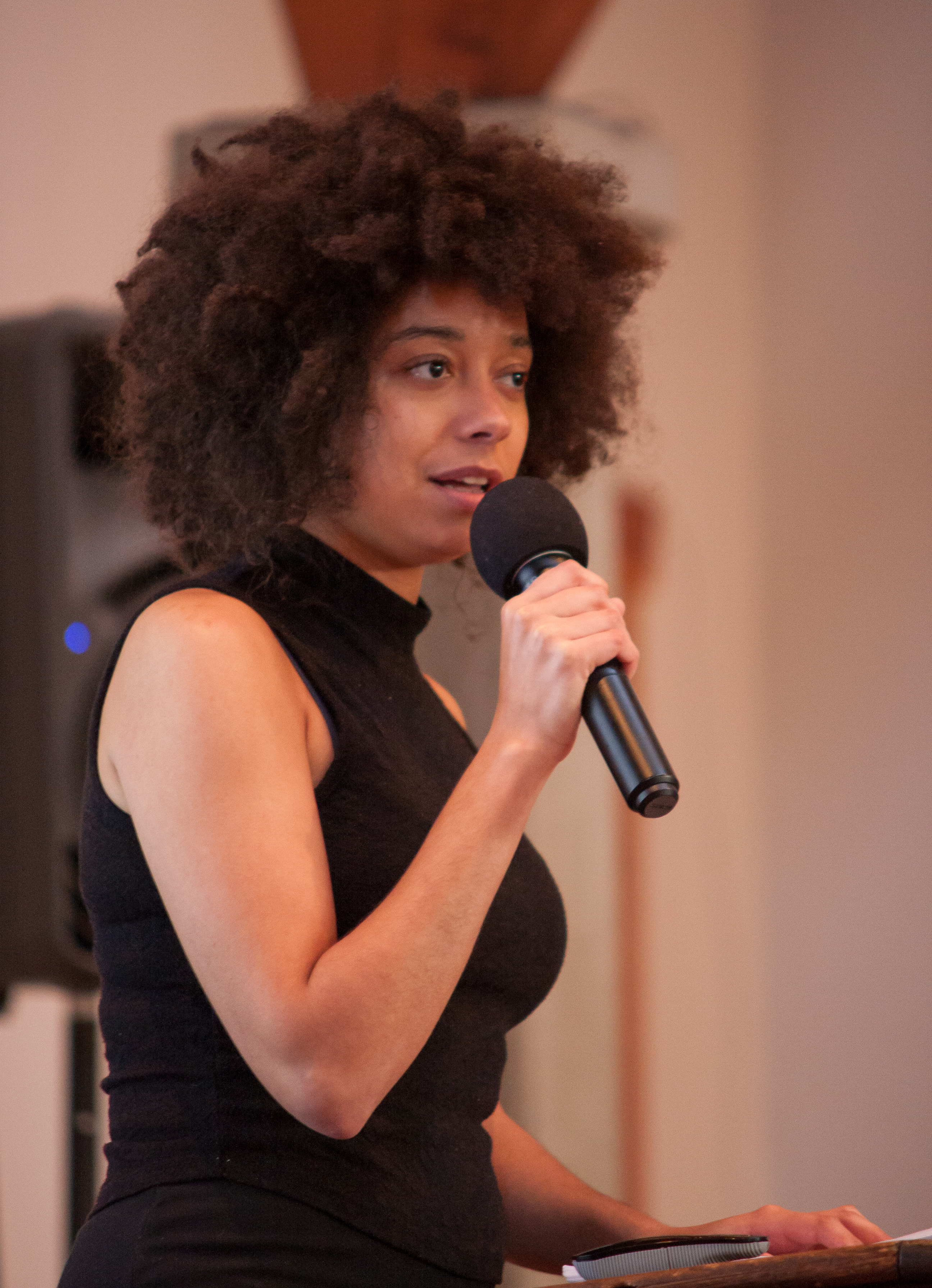
اف کو که Black Vegans Rock را در سال ۲۰۱۶ ایجاد کرد

وگانیسم سیاهان در ایالات متحده یک فلسفه اجتماعی و سیاسی است که استفاده از جانوران غیرانسانی را با دیگر نگرانی‌های عدالت اجتماعی مانند نژادپرستی و با تأثیرات ماندگار برده‌داری، مانند رژیم غذایی افراد برده شده که به عنوان سنت‌های غذایی خانوادگی و فرهنگی پایدار است، مرتبط می‌کند. خواهران سیل کو و اف کو برای نخستین بار چارچوبی جامع را برای وگانیسم سیاه ارائه کردند و آن را ابداع کردند . مؤسسه مطالعات انتقادی جانوران وگانیسم سیاه‌پوستان را «رشته‌ای نوپدید» نامید.
یک نظرسنجی در سال ۲۰۱۵ نشان داد که حدود ۸٪ از سیاهپوستان آمریکایی گیاهخوار یا وگان هستند، در مقایسه با نرخ ۳٫۴٪ برای همه افرادی که مورد بررسی قرار گرفتند.